# East London
East London (afrikaans: Oos-Londen, xhosa: Imonti) er en vigtig sydafrikansk havneby ved det Indiske Ocean med omkring 500.000 indbyggere.